# Comando de la Zona de Retaguardia del Grupo de Ejércitos
El Comando de la Zona de Retaguardia del Grupo de Ejércitos (en alemán: Befehlshaber des rückwärtigen Heeresgebietes) era un área de jurisdicción militar detrás de cada uno de los tres grupos del ejército de la Wehrmacht desde 1941, cuando comenzó la invasión alemana de la Unión Soviética con la Operación Barbarroja, hasta 1944, cuando se liberaron los territorios de la Unión Soviética anteriores a la guerra. Las zonas fueron lugares para asesinatos en masa durante el Holocausto y otros crímenes de lesa humanidad contra la población civil.

## Antecedentes y planificación
Durante las primeras etapas de la planificación de la invasión de la Unión Soviética, la Operación Barbarroja, se previó que las zonas de retaguardia de detrás de las líneas del frente estuvieran subordinadas a los respectivos ejércitos, como lo habían hecho durante la invasión de Polonia. A principios de abril de 1941, sin embargo, los planificadores militares decidieron limitar las áreas de jurisdicción del ejército (Zona de Retaguardia de la Wehrmacht), y la mayor parte del territorio sería controlado por los Comandos de las Zonas de Retaguardia de los Grupos de Ejércitos.
Los planificadores imaginaron que los territorios ocupados pasarían rápidamente a la administración civil; Por lo tanto, las directivas exigían que los comandantes de las zonas de retaguardia del Grupo de Ejércitos se concentraran en la seguridad de las líneas de comunicación e instalaciones militares importantes, como depósitos de almacenamiento y aeródromos. Las zonas de retaguardia de los grupos de ejércitos también fueron responsables del traslado de los prisioneros de guerra a la retaguardia.

## Organización
Los Mandos de las Zonas de Retaguardia del Grupo de Ejércitos Norte, Grupo de Ejércitos Centro y Grupo de Ejércitos Sur fueron responsables de la seguridad de la zona de retaguardia en sus respectivas áreas de operación. Cada uno tenía un cuartel general subordinado al grupo de ejércitos correspondiente, mientras que también informaba al intendente general de la Wehrmacht, Eduard Wagner, quien era responsable de la seguridad de la retaguardia. Cada zona de retaguardia del Grupo de Ejércitos tenía una compañía de propaganda para actividades de propaganda dirigidas a la población civil.
Los comandantes de la Zonas de Retaguardia de los Grupos de Ejércitos controlaban nueve Divisiones de Seguridad, encargadas de la seguridad de las comunicaciones y las líneas de suministro, la explotación económica y la lucha contra los combatientes irregulares (partisanos) detrás de la línea del frente. Las divisiones de seguridad también supervisaron las unidades de la Geheime Feldpolizei (Policía Secreta Militar) de la Wehrmacht. Los comandantes de las zona de retaguardia operaban en paralelo con los SS- und Polizeiführer nombrados por el líder de las SS, Heinrich Himmler, para cada una de las zonas de retaguardia de los grupos del ejército. En palabras del historiador Michael Parrish, estos comandantes del ejército "presidieron un imperio de terror y brutalidad".

## Labores de seguridad y atrocidades
Los deberes de los comandantes de zona incluían la seguridad de las comunicaciones y las líneas de suministro, la explotación económica y la lucha contra las guerrillas (partisanos) en las zonas de retaguardia de la Werhmacht. Además de las fuerzas de seguridad de la Wehrmacht, las formaciones de las SS y el SD operaban en las mismas zonas, bajo el mando de los respectivos SS- und Polizeiführer. Estas unidades incluían destacamentos Einsatzgruppen, tres regimientos de policía (Norte, Centro y Sur), las unidades Waffen-SS del Kommandostab Reichsführer-SS, y adicionales de la Ordnungspolizei (Policía del Orden), las cuales perpetraron asesinatos masivos durante el Holocausto en las zonas de jurisdicción militar.
Las formaciones de seguridad, a menudo en coordinación con o bajo el liderazgo de la Wehrmacht, llevaron a cabo operaciones de seguridad contra la población civil, bajo la doctrina de Partisanenkrieg (más tarde Bandenbekämpfung, o "contrainsurgencia"). Las "operaciones antipartisanas" en las zonas "infestadas de insurgentes" equivalían a la destrucción de aldeas, la incautación de ganado, la deportación de personas sanas para trabajo esclavo a Alemania y el asesinato de personas en edad no laboral. En sus informes, las unidades de la Wehrmacht describieron eufemísticamente las operaciones como "eliminación de nidos, campamentos y búnkers partisanos". Sus registros muestran que en las primeras fases de la ocupación, en 1941–42, las divisiones de seguridad de la Wehrmacht perdieron a un soldado por cada 100 "partisanos" que mataron, con la población judía siendo la mayoría de las víctimas. En Zona de Retaguardia del Grupo de Ejércitos Centro, 80.000 "presuntos partisanos" fueron asesinados entre junio de 1941 y mayo de 1942, por 1.094 bajas alemanas.

## Comandantes

### Zona de Retaguardia del Grupo de Ejércitos Norte
| N.º |  | Comandante                                           | Tomó posesión       | Dejó el cargo       | Tiempo de sefvicio | Ref.   |
| --- |  | ---------------------------------------------------- | ------------------- | ------------------- | ------------------ | ------ |
| 1   |  | General de Infantería Franz von Roques (1887-1967)   | 16 de marzo de 1941 | 1 de abril de 1943  | 2 años y 16 días   | [ 11 ] |
| 2   |  | General de Infantería Kuno-Hans von Both (1884-1955) | 1 de abril de 1943  | 30 de marzo de 1944 | 364 días           | [ 12 ] |

### Zona de Retaguardia del Grupo de Ejércitos Centro
| N.º |  | Comandante                                                           | Tomó posesión        | Dejó el cargo        | Tiempo de sefvicio | Ref.   |
| --- |  | -------------------------------------------------------------------- | -------------------- | -------------------- | ------------------ | ------ |
| 1   |  | General de Infantería Max von Schenckendorff (1875-1943)             | 16 de marzo de 1941  | 6 de julio de 1943   | 2 años y 16 días   | [ 13 ] |
| -   |  | General der Gebirgstruppe Ludwig Kübler (1889-1947)                  | 22 de julio de 1943  | 1 de octubre de 1943 | 71 días            | [ 14 ] |
| 2   |  | General de Caballería Edwin Graf von Rothkirch und Trach (1888-1980) | 1 de octubre de 1943 | 1 de julio de 1944   | 274 días           | [ 14 ] |

### Zona de Retaguardia del Grupo de Ejércitos Sur
| N.º |  | Comandante                                         | Tomó posesión           | Dejó el cargo           | Tiempo de sefvicio | Ref.   |
| --- |  | -------------------------------------------------- | ----------------------- | ----------------------- | ------------------ | ------ |
| 1   |  | General de Infantería Karl von Roques (1880-1949)  | 15 de marzo de 1941     | 27 de octubre de 1941   | 7 meses            | [ 15 ] |
| -   |  | General de Infantería Erich Friderici (1885-1967)  | 27 de octubre de 1941   | 9 de enero de 1942      | 2 meses            | [ 11 ] |
| (1) |  | General de Infantería Karl von Roques (1880-1949)  | 9 de enero de 1942      | 31 de diciembre de 1942 | 11 meses           | [ 15 ] |
| 2   |  | General de Infantería Erich Friderici (1885-1967)  | 31 de diciembre de 1942 | Febrero de 1943         | 1 mes              | [ 11 ] |
| 3   |  | General de Infantería Joachim Witthöft (1887-1966) | Febrero de 1943         | 27 de octubre de 1943   | 8 meses            | [ 14 ] |
| 4   |  | General de Infantería Friedrich Mieth (1888-1944)  | 27 de octubre de 1943   | 2 de septiembre de 1944 | 10 meses           | [ 14 ] |